# 有田・クレーギー協定
有田・クレーギー協定（ありた・クレーギーきょうてい、英語: Arita-Craigie Agreement）は、1939年7月に、外務大臣の有田八郎と駐日英国大使のロバート・クレイギーの間で締結された、天津事件に関連して中国における日本の軍事行動についてイギリスの立場の一般的原則を定めた協定。
東京での両者の会談を経て締結された。

## 概要
この協定が締結されたのは、日中戦争が勃発して約2年が経過した時期である。
1939年4月、天津租界における排日運動に対する、イギリス側の対応などを巡り日本とイギリスの間で問題が提起された。
同年7月、有田外相とクレイギー英国大使の会談（有田・クレーギー会談）が東京で行われた。その結果、以下の原則が合意され、有田・クレーギー協定が締結された。
1. 日本の中国におけるある軍事行動に妨害を加えないこと。
2. イギリス政府は、日本の敵国に有利になると思われる行動を取らないこと。

アメリカ合衆国はこの合意内容に反発し、同月中に日米通商航海条約の破棄を通告した。これはイギリスの親米への転換を促す事になった。

## 本文
英國政府は大規模なる戦闘行為の行はれて居る支那における現實の事態を確認し、且右事態が存續する限り支那における日本軍がその安全を確保し且治安を維持するため特殊の要求を有することを認めまた日本軍を害しまたは支那側を利するが如き行為を排除するの要あることを認識す、英國政府は日本軍が如上の目的を達成するに當りこれが妨害となるべき一切の行為及び措置を排除し且在支英國官憲及び英國國民にこれを明示し右政策を確認せしむべし
7月24日、外務省は会談の結果を、帝国政府声明で次のように発表した。
英國政府は大規模の戦闘行為進行中なる支那に於ける現實の事態を完全に承認し又かゝる状態が存續する限り支那に於ける日本軍が自己の安全を確保し且つその勢力下に在る地域に於ける治安を維持するため特殊の要求を有すること、竝びに日本軍を害し又はその敵を利するがごとき一切の行為及び原因を排除するの要あることを認識す、英國政府は日本軍に於いて前記目的を達成するに當り、これが妨害となるべき何らの行為又は措置を是認するの意思を有せず、この機會に於いてかゝる行為及び措置を控制すべき旨在支英國官憲及び英國國民に明示しもつて右政策を確認すべし